# Ajjagodanahalli, Alur
Ajjagodanahalli là một làng thuộc tehsil Alur, huyện Hassan, bang Karnataka, Ấn Độ.